# Walter Drake
Walter Drake (ur. 21 lutego 1879 w Christchurch, zm. 27 stycznia 1941 tamże) – nowozelandzki rugbysta, reprezentant kraju.
Uczęszczał do Christchurch Boys High School, występował w szkolnej drużynie rugby i został jej pierwszym absolwentem powołanym do reprezentacji kraju. Jedyny mecz dla All Blacks rozegrał przeciwko Nowej Południowej Walii w 1901 roku.
Na poziomie klubowym związany był z Merivale Papanui RFC, w latach 1898–1902 grał także w regionalnym zespole Canterbury, zaliczając jak na owe czasy dużą liczbę występów – dwadzieścia siedem.
W rugby grali również jego trzej bracia: Frank, Victor i Reg.
Był wysokim zawodnikiem, wykorzystywanym w formacji autowej. Po zakończeniu kariery sportowej pełnił rolę selekcjonera Canterbury i reprezentacji kraju.